# Metropolitan Borough of Stepney

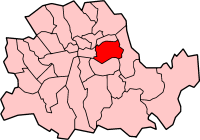
Lage von Stepney im früheren County of London

Der Metropolitan Borough of Stepney war ein Bezirk im Ballungsraum der britischen Hauptstadt London mit dem Status eines Metropolitan Borough. Er existierte von 1900 bis 1965 und lag im Osten der ehemaligen Grafschaft County of London.

## Geschichte
Stepney entstand aus mehreren zuvor eigenständigen Gebieten in der Grafschaft Middlesex. Es waren dies die Civil Parishes Mile End Old Town und St George in the East sowie der Limehouse District und der Whitechapel District. Bei den Distrikten handelte es sich um Verwaltungsgemeinschaften folgender Civil parishes und gemeindefreier Gebiete:
- Limehouse District: Limehouse, Ratcliff, Shadwell, Wapping
- Whitechapel District: Mile End New Town, Liberty of Norton Folgate, Old Artillery Ground, St Botolph without Aldgate, Spitalfields, Whitechapel, Liberties of the Tower[1]

Alle Gebiete lagen ursprünglich in der Grafschaft Middlesex und gehörten ab 1855 zum Einzugsgebiet des Zweckverbandes Metropolitan Board of Works. 1889 gelangten sie zum County of London, elf Jahre später wurden sie zu einem Metropolitan Borough zusammengefasst. Bei der Gründung von Greater London im Jahr 1965 entstand aus der Fusion der Metropolitan Boroughs Bethnal Green, Poplar und Stepney der London Borough of Tower Hamlets.

## Statistik
Die Fläche betrug 1771 Acres (7,17 km²). Die Volkszählungen ergaben folgende Einwohnerzahlen:
Frühere Gebiete zusammengefasst:
| Jahr      | 1801    | 1811    | 1821    | 1831    | 1841    | 1851    | 1861    | 1871    | 1881    | 1891    |
| Einwohner | 113.281 | 131.606 | 153.749 | 175.088 | 203.802 | 238.910 | 257.497 | 275.467 | 282.676 | 285.225 |

Metropolitan Borough:
| Jahr      | 1901    | 1911    | 1921    | 1931    | 1951   | 1961   |
| Einwohner | 298.600 | 279.804 | 249.657 | 225.238 | 98.858 | 92.000 |